# Article 189 de la Constitution belge
L'article 189 de la Constitution de la Belgique fait partie du titre VI Dispositions générales. Il établit la rédaction de la Constitution en français, en néerlandais et en allemand.
Il date du 10 avril 1967 et était à l'origine — sous l'ancienne numérotation — l'article 140. Il a été révisé le 23 octobre 1991.

## Texte de l'article actuel
« Le texte de la Constitution est établi en français, en néerlandais et en allemand. ».

## Histoire
La Constitution originelle fut rédigée exclusivement en français, alors seule langue officielle de la Belgique. Bien qu'il y ait longtemps existé un texte néerlandais, il a fallu attendre 1967 pour que ce dernier obtienne la même valeur juridique que la version française, à l'image de ce qui se faisait pour les normes législatives depuis la loi d'égalité du 18 avril 1898.
En 1991, la version allemande de la Constitution devient également authentique. Désormais, la Constitution est officiellement rédigée dans les trois langues officielles du pays.